# دفاع از ناموس
دفاع از ناموس فیلمی به کارگردانی و نویسندگی محمدکریم رکنی محصول سال ۱۳۵۴ است.

## داستان
کیومرث (پیمان)، که از فرنگ بازگشته، همراه پدرش نواب (محمود تهرانی) و مباشرش (حسن رضیانی) به روستا می‌روند...

## بازیگران
- پیمان
- آرام
- حسن رضیانی
- محمدتقی کهنمویی
- نادیا
- شهرآشوب
- محمود تهرانی
- خشایار
- ترانه
- ساغر
- محمد نوروزی
- زانیچ
- الهیاری
- چنگیز
- حسن‌زاده
- امیر تمجیدی